# Den goda viljan
Den goda viljan är en svensk tv-miniserie från 1991, regisserad av Bille August med manus av Ingmar Bergman. Den klipptes också om till en långfilm, som hade biopremiär 1992. Långfilmen tilldelades Guldpalmen vid filmfestivalen i Cannes 1992.

## Handling
Teologistudenten Henrik Bergman, ett porträtt av Ingmar Bergmans far som egentligen hette Erik Bergman, blir hembjuden till sin kamrat Ernst Åkerbloms föräldrar. Där träffar han Anna Åkerblom, Ernsts syster. Henrik har dock redan en fästmö, servitrisen Frida. Trots detta träffas Anna och Henrik en tid innan hon bryter med honom. Efter en tids sjukdom tar hon kontakt igen med Henrik när han har prästvigts. Han har fått tjänst som brukspräst i Forsboda, som i verkligheten var Forsbacka i Valbo församling, och friar till henne. 

## Om serien
Serien, med Sveriges Television som huvudproducent i samverkan med utländska medproducenter, är det första verket i en löst sammansatt trilogi – följd av långfilmen Söndagsbarn (1992) och miniserien Enskilda samtal (1996) – kring Ingmar Bergmans föräldrar och vissa egna barndomsminnen. Serien i fyra delar av långfilmslängd hade premiär på Sveriges Television den 25 december 1991. Som brukligt sammanställdes det avkortade materialet även till en biograffilm i långfilmsformat. Bioversionen hade premiär den 2 oktober 1992. 
Huset från filmen ligger i Ransjö i Härjedalen. Bruksmiljön och scener från kapellet är inspelade i Strömsbergs bruk i Uppland. Förstukvistar byggdes till bakom masugnen som skulle föreställa arbetarbostäder. Kapellet (Orangeriet) byggdes upp som en kuliss i herrgårdsparken i april 1990 och den monterades ner 1992. I Forsbacka, där Erik Bergman en gång predikade finns det egentliga kapellet (orangeriet) kvar.
För sin insats tilldelades Pernilla August en Guldbagge som Bästa kvinnliga huvudroll och Ingmar Bergman fick pris som Bästa manusförfattare.
Bioversionen vann Guldpalmen vid filmfestivalen i Cannes 1992.
Berättelsen finns även utgiven i bokform med samma titel på Norstedts förlag (1991).

## Rollista i urval
- Samuel Fröler – Henrik Bergman
- Pernilla August – Anna Bergman
- Marcus Olsson – Dag Bergman
- Lena Endre – Frida Strandberg
- Marie Göranzon – Elin Nordenson
- Max von Sydow – Johan Åkerblom
- Ghita Nørby – Karin Åkerblom
- Björn Granath – Oscar Åkerblom
- Eva Gröndahl – Martha Åkerblom
- Björn Gustafson – Jesper Jakobsson
- Lena T. Hansson – Magda Säll
- Keve Hjelm – Fredrik Bergman
- Hasse Alfredson – Kyrkoherde Gransjö
- Börje Ahlstedt – Carl Åkerblom
- Lennart Hjulström – disponent Nordenson
- Ernst-Hugo Järegård – teologie professor Sundelius
- Roland Hedlund – förvaltaren
- Björn Kjellman – Ernst Åkerblom
- Barbro Kollberg – Gertrud Tallrot
- Inga Landgré – Magna Flink
- Mona Malm – Alma Bergman
- Gunilla Nyroos – Svea Åkerblom
- Marie Richardson – Märta Werkelin
- Anita Björk – drottning Victoria
- Ernst Günther – Freddy Paulin
- Michael Segerström – Gustav Åkerblom
- Bertil Norström – Alopeus
- Margaretha Krook – Blenda Bergman
- Sif Ruud – Beda Bergman
- Irma Christenson – Ebba Bergman
- Sara Sommerfeld – tvilling #1
- Gösta Prüzelius – polis
- Elias Ringqvist - Petrus